# Yi Chong-jun
Yi Chong-jun (Jangheung, 8 de agosto de 1939-Seúl, 31 de julio de 2008) fue un novelista prominente de Corea del Sur. A través de su carrera de cuatro décadas, escribió más de 100 relatos cortos y 13 novelas. Murió de cáncer de pulmón a los 68 el 31 de julio de 2008.

## Biografía
Nacido en 1939, Yi Chong-jun se graduó en Literatura Germánica en la Universidad Nacional de Seúl. En 1965 debutó con un cuento titulado "Dado de alta" (퇴원). Dos años después ganó el Premio Literario Dongin por el "El lisiado y el idiota"(Byeongsingwa Meojeori, 병신과 머저리).

## Obra
Es uno de los escritores más destacados de la generación del 19 de abril. Sus creaciones literarias han sido regulares, de considerable volumen y de temática variada. "El lisiado y el idiota" (Byeongsin gwa mejeori, 1966) explora el espíritu de malestar de la juventud coreana de la posguerra; Vuestro paraíso (Dangsindeurui cheonguk, 1976) analiza la dialéctica de la caridad y la voluntad de poder con la colonia de leprosos de la Isla Sorokdo como telón de fondo; y en Los trabajadores del fuego (Bihwa milgyo, 1985) medita sobre el significado de los rituales humanos que se llevan a cabo en una sociedad sin dios en el que no hay ninguna garantía de lo absoluto. Su ficción abarca una gran variedad de preocupaciones políticas, existenciales y metafísicas.
Uno de los temas recurrentes en su ficción es la preocupación de la lengua como vehículo de la verdad. Los muros del rumor (Somunui byeok, 1972) describe las formas en que la libertad de expresión puede ser reprimida en la atmósfera ideológicamente cargada de la sociedad coreana en la era de la división peninsular. En las historias contenidas en la recopilación En búsqueda de las palabras perdidas (Ireobeorin mareul chajaseo, 1981), continúa la investigación del efecto de la violencia política en el lenguaje. Ya que el pensamiento no puede separarse de los modos de expresión, las distorsiones del lenguaje en una sociedad reprimida políticamente tienen como efecto el daño psicológico. La tiranía de los sistemas políticos y sociales que se interioriza en las psiques individuales es un tema intrínseco de su ficción.
Otro de sus temas favoritos es el papel del arte en la vida. Algunas historias tempranas como "El halconero" (Maejabi) y "El blanco" (Gwanyeok) tratan de artesanos dedicados a la perfección de oficio, a menudo a costa de su felicidad. En época más reciente, ha hablado sobre las formas del arte tradicional y del espíritu coreano que contienen como fuente de inspiración. Por ejemplo, la obra de ficción Seopyeonje (1993) destaca el género del pansori, una representación narrativa típicamente coreana que realiza un cantante de historias acompañado de un solo percusionista. Aquí la expresión artística se convierte en una forma de reconciliación con la vida, a pesar de los incontables infortunios, y finalmente en su trascendencia. Seopyeonje, que se ha adaptó al cine en una película de gran éxito, también ayudó a revivir el interés popular en el arte del pansori.
Según el crítico Kim Byeong-ik, Yi Chong-jun abrió un nuevo horizonte en la literatura coreana, antes de que la literatura coreana moderna propiamente dicha se estableciera en la década de 1960.

## Obras en coreano (lista parcial)
Muchas de sus obras se han adaptado al cine o a la televisión por destacados directores. Entre ellas se encuentran:
- Iodo dirigida por Kim Ki-young (1977).
- Seopyeonje dirigida por Im Kwon-taek (1993), sobre un maestro de pansori que viaja por el país con su hijo e hija adoptados
- Beyond the Years dirigida por Im Kwon-taek (2007), basada en "El vagabundo de Seonghak-dong"
- Secret Sunshine, dirigida por Lee Chang-dong (2007).

## Premios
- Premio Literario Dong-in por “El lisiado y el idiota” (1967)
- Premio Literario Yi Sang por “La ciudad cruel” (1978)
- Premio de Literatura Coreana por "Los trabajadores del fuego" (1985)
- Premio Literario Isan por "La puerta de la libertad" (1990)
- Premio Ho-am de Arte (2007)